# Селиверстово (Тверская область)
Селиверстово — деревня в Конаковском районе Тверской области. Входит в состав городского поселения «Новозавидовский».

## География
Находится в юго-восточной части Тверской области у западной окраины поселка Новозавидовский.

## История
Известна с 1624 года как сельцо. В 1859 году здесь (деревня Клинского уезда Московской губернии) было учтено 15 дворов.

## Население
Численность населения: 73 человека (1859 год), 74 (русские 92 %) в 2002 году, 88 в 2010.